# Райнцаберн
Райнцаберн (нем. Rheinzabern) — коммуна в Германии, в земле Рейнланд-Пфальц.
Входит в состав района Гермерсхайм. Подчиняется управлению Йокгрим. Население составляет 4914 человек (на 31 декабря 2010 года). Занимает площадь 12,76 км².